# Кагандахан, Джефф
Джефф Кагандахан (англ. Jeff Cagandahan; род. 13 января 1981 года, Пакил, Лагуна, Филиппины) — филиппинский интерсекс-мужчина и правозащитник. При рождении его записали как девочку, однако в подростковом возрасте его тело начало маскулинизироваться, как стало известно позже — из-за того, что у Джеффа врожденная гиперплазия коры надпочечников. Кагандахан обратился в суд Филиппин, чтобы добиться разрешения на смену имени и гендерного маркера в документах на мужские и выиграл дело, став первым человеком в Филиппинах, кому это было разрешено.

## Биография
При рождении его записали как девочку, однако в подростковом возрасте его тело начало маскулинизироваться, из-за того, что у Джеффа врожденная гиперплазия коры надпочечников. У Кагандахана не начали менструации, не выросла грудь, преобладали в целом маскулинные черты. Такие изменения в его теле стали причиной буллинга в школе и на работе.
Джефф получил диплом бакалавра в области физического воспитания и стал учителем. В 22 года он нашел информацию о врожденной гиперплазии надпочечников, читая разнообразную литературу в своей рабочей библиотеке, после чего обратился в больницу, где подтвердились его предположения, что у него тоже ВГКН.
В настоящее время Кагандахан женат, у пары есть ребенок.

## Судебное дело
Из-за дискриминации Кагандахан решил изменить гендерный маркер в своих документах. Кагандахан подал прошение об исправлении своего свидетельства о рождении 11 декабря 2003 года, позже представив медицинские показания в поддержку прошения. Ходатайство было удовлетворено 12 января 2005 года. Далее дело было обжаловано Управлением генерального солиситора на основании несоблюдения судебных правил и заявления о том, что врожденная гиперплазия коры надпочечников не сделала из Кагандахана мужчину. 12 сентября 2008 года Верховный суд Филиппин разрешил внести запрашиваемые исправление в свидетельстве о рождении Кагандахана.
Верховный суд заявил, что он «позволил «природе идти своим чередом» и не вмешался в то, «с чем он родился», и в то же время учёл роль самоопределения». Суд заявил:
В конечном счете, мы придерживаемся мнения, что в тех случаях, когда человек биологически или естественным образом является интерсексом, определяющим фактором в его гендерной классификации будет то, что истец, достигший совершеннолетия, с полным основанием думает о своем поле. Ответчик — это тот, кто вынужден жить со своей интерсекс-анатомией. Ему принадлежит право на стремление к счастью и здоровью. Таким образом, ему должен принадлежать изначальное право выбора того, какие действия следует предпринять на пути своего полового развития.
Ранее суд отклонял прошения трансгендерных людей о смене пола. Таким образом Кагандахан стал первым филиппинцем, которому было разрешено сменить имя и гендерный маркер в документах.

## Правозащитная деятельность
Кагандахан способствует развитию интерсекс-сообщества на Филиппинах, заявляя, что интерсекс-люди не прокляты и «не должны стыдиться того, кем они являются». Он заявляет, что интерсекс-люди на Филиппинах сталкиваются с такими проблемами, как доступность лекарств и медицинского обслуживания, недостаток информации и неприятие.
Кагандахан помог создать национальную интерсекс-организацию Intersex Philippines, а также в 2018 году принял участие в Азиатском интерсекс-форуме, который учредили Intersex Asia. В настоящее время он является членом правления Intersex Asia.